# Queensrÿche (EP)
Pour l’article homonyme, voir Queensrÿche.
Albums de Queensrÿche
The Warning
(1984)
Queensrÿche est le 1er album du groupe Queensrÿche sorti en 1983. EP ne contenant que 4 chansons, on y retrouve fortement l'influence des groupes européens tels que Iron Maiden ou Judas Priest, le groupe n'ayant pas encore trouvé le son qui lui sera propre dans le futur. Sorti sous forme de cassette-démo par le groupe lui-même, l'album trouve près de 60 000 preneurs. EMI signe le groupe et décide de mettre sur le marché une version cd incluant un nouveau morceau, Prophecy.

## Chansons de l'album
1. Queen of the Reich (4:24)
2. Nightrider (3:47)
3. Blinded (3:06)
4. The lady wore black (6:15)
5. Prophecy (4:00)

### Réédition
La réédition de 2003 ajoute dix nouveaux morceaux enregistrés lors de spectacles en 1984 :
1. Nightrider (4:32)
2. Prophecy (3:59)
3. Deliverance (3:40)
4. Child of fire (4:36)
5. En force (5:47)
6. Blinded (3:26)
7. The lady wore black (7:01)
8. Warning (4:56)
9. Take hold of the flame (5:12)
10. Queen of the Reich (5:21)

## Musiciens sur l'album
- Geoff Tate: voix
- Scott Rockenfield: batterie
- Chris DeGarmo: guitares
- Michael Wilton: guitares
- Eddie Jackson: basse